# Atrichocera laosensis
Atrichocera laosensis là một loài bọ cánh cứng trong họ Cerambycidae.